# Buenos Aires (ort i Honduras, Departamento de Yoro)
Buenos Aires är en ort i Honduras.   Den ligger i departementet Departamento de Yoro, i den centrala delen av landet, 180 km nordost om huvudstaden Tegucigalpa. Buenos Aires ligger 107 meter över havet och antalet invånare är 980.
Terrängen runt Buenos Aires är huvudsakligen kuperad, men den allra närmaste omgivningen är platt. Runt Buenos Aires är det ganska glesbefolkat, med 30 invånare per kvadratkilometer. Närmaste större samhälle är Olanchito, 18,7 km väster om Buenos Aires. Omgivningarna runt Buenos Aires är en mosaik av jordbruksmark och naturlig växtlighet.